# Jessica Grace Smith
Jessica Grace Smith (Ōtorohanga, 27 de noviembre de 1988) es una actriz neozelandesa. Es conocida por haber interpretado a Diona en la serie Spartacus: Gods of the Arena y a Denise Miller en la serie Home and Away.

## Biografía
Smith tiene dos hermanos.
Estudió derecho un año; y habla con fluidez español.
En 2007 se unió a la "Toi Whakaari: New Zealand Drama School" de donde se graduó con una licenciatura en artes escénicas con especialización en actuación en 2009.
Es buena amiga de la cantante Fely Irvine y de los actores Tai Hara y Demi Harman.
Desde 2010 sale con el actor neozelandés Benedict Wall. La pareja se comprometió en noviembre de 2019 y finalmente se casaron en febrero de 2020 en Nueva Zelanda.

## Carrera
En 2011 se unió al elenco recurrente de la serie Spartacus: Gods of the Arena, donde interpretó a Diona, una de las esclavas que sirven a Batiatus y Lucretia.
El 12 de febrero de 2014 se unió al elenco principal de la popular serie australiana Home and Away, donde interpretó a Denise "Denny" Miller, la hija de Ethan MacGuire y media hermana de Oscar MacGuire y Evelyn MacGuire, hasta el 15 de septiembre de 2015, después de que su personaje fuera asesinado accidentalmente por Charlotte King luego de que ésta la empujara mientras peleaban y Denny se golpeara la cabeza.

## Filmografía

### Televisión
| Año         | Título                       | Rol          | Notas                                         |
| ----------- | ---------------------------- | ------------ | --------------------------------------------- |
| 2014 - 2015 | Home and Away                | Denny Miller | 148 episodios                                 |
| 2011        | Spartacus: Gods of the Arena | Diona        | 6 episodios                                   |
| 2011        | The Almighty Johnsons        | Mujer        | Episodio: "It's a Kind of a Birthday Present" |

### Cine
| Año  | Título                         | Rol                      | Notas                                                                                                  |
| ---- | ------------------------------ | ------------------------ | --- |
| 2013 | Edwin: My Life as a Koont      | Lucy Mason               | Junto a Bryce Campbell, David Fane, Jeremy Corbett, Raybon Kan y Nick Ward                             |
| 2012 | Sione's 2: Unfinished Business | Lilith                   | Junto a Oscar Kightley, Robbie Magasiva, Pua Magasiva, Shimpal Lelisi, Iaheto Ah Hi y Teuila Blakely   |
| 2011 | The Devil's Rock               | Nicole                   | Junto a Craig Hall, Matthew Sunderland, Gina Varela, Karlos Drinkwater, Geraldine Brophy y Luke Hawker |
| 2010 | Ben and Jeremy's Big Road Trip | Jess                     | Junto a Simon Barnett, Jeremy Corbett, Ben Hurley y Megan Nicol                                        |
| 2009 | Diagnosis: Death               | Juliet Reid              | Junto a Raybon Kan, Suze Tye, Bret McKenzie y Rhys Darby                                               |
| 2009 | The High Risk Team             | Vivian                   | Cortometraje                                                                                           |
| 2009 | No Warrant                     | Detective Amanda Starsky | Cortometraje; junto a Keisha Castle Hughes, Toby Leach e Yvette Reid                                   |
| 2009 | Ruby Red                       | Jasmine                  | Cortometraje                                                                                           |
| 2008 | Shopping For One               | Lucy                     | Cortometraje                                                                                           |

### Teatro
| Año  | Obra                                     | Personaje  | Notas |
| ---- | ---------------------------------------- | ---------- | ----- |
| 2010 | Battered                                 | -          | -     |
| 2009 | The Arrival                              | -          | -     |
| 2009 | The Caucasian Chalk Circle               | -          | -     |
| 2009 | The Strange and Distant Land of Nonsense | Joven muda | -     |
| 2008 | Party Time                               | Charlotte  | -     |
| 2008 | The Tempest                              | Miranda    | -     |
| 2008 | Toi Caberet                              | -          | -     |
| 2007 | Classic Cuts/Richard III                 | Lady Anne  | -     |